# Hans von Düren

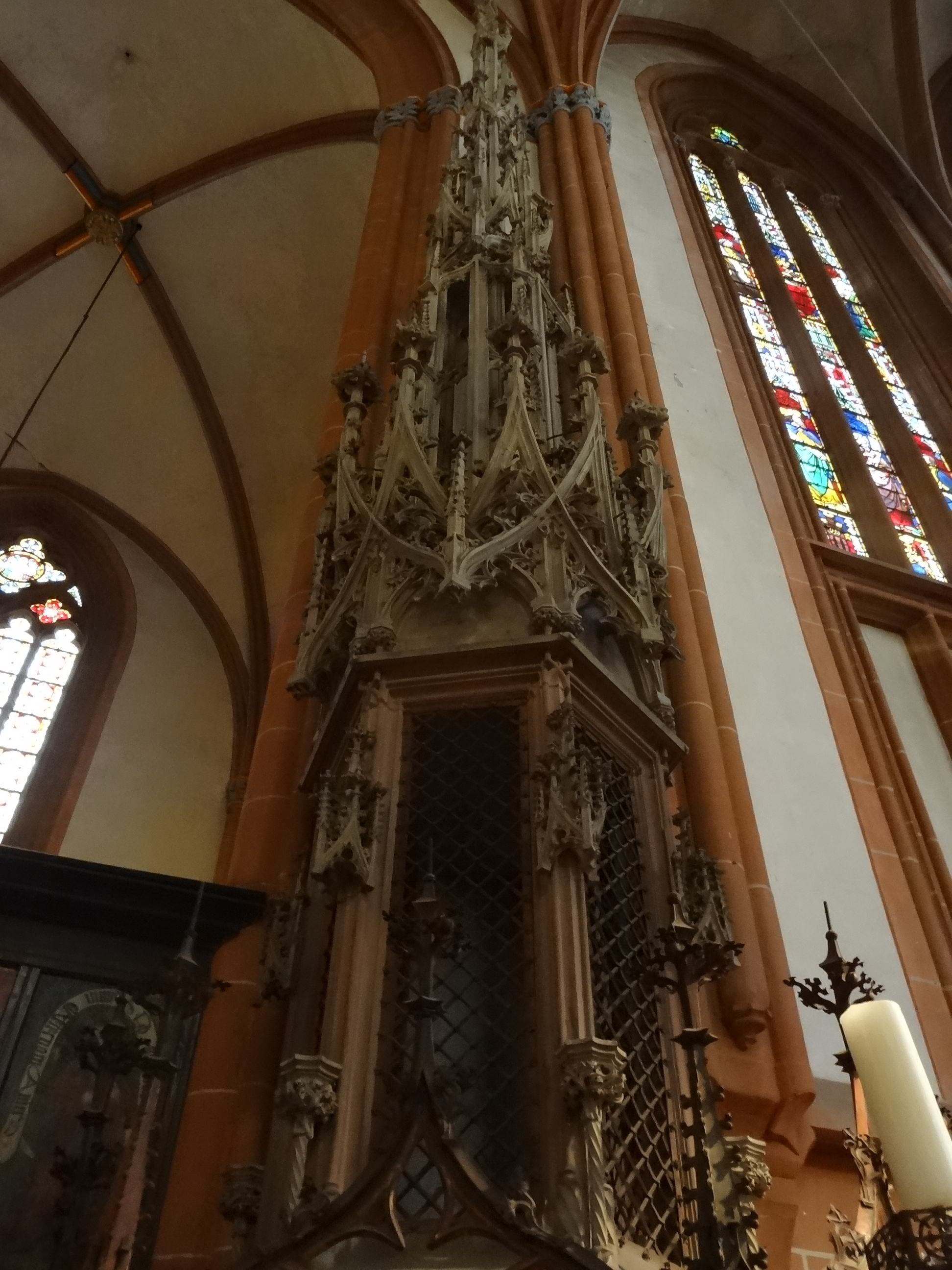
Sakramentshaus in der Stadtkirche Friedberg (oberer Teil)

Hans von Düren (* im 15. Jahrhundert) war ein deutscher Bildhauer, der in der zweiten Hälfte des 15. Jahrhunderts nachzuweisen ist.
Laut Eintragungen in den Friedberger Pfarrrechnungen und im Frankfurter Bürgerbuch war Hans von Düren zumindest zwischen 1475 und 1481 in Frankfurt am Main ansässig.

## Werke
- 1482–1484: Sakramentshaus in der Stadtkirche Friedberg
- nach 1484: zwei Figuren am Grabdenkmal Adalbert von Sachsens im Mainzer Dom